# Never Meet/Sognami
Never Meet/Sognami, pubblicato il 4 ottobre 2007, è un album discografico realizzato dall'ex gruppo musicale di m2o Radio Tarquini & Prevale, rispettivamente Francesco Tarquini e Carlo Prevale, prodotto dall'etichetta discografica italiana Bit Records.

## Tracce
Edizioni musicali Bit Records.
1. Tarquini, Prevale – Never Meet (feat. Made In Italy) (Tarquini & Prevale Italo Mix)
2. Tarquini, Prevale – Never Meet (feat. Made In Italy) (Made In Italy Mix)
3. Tarquini, Prevale – Never Meet (feat. Made In Italy) (OverLand Extended)
4. Tarquini, Prevale – Never Meet (feat. Made In Italy) (Scarpi Vs. LoNeLy LiNkS Re-Style Extended)
5. Tarquini, Prevale – Sognami (feat. Mr. J Carry) (Tarquini & Prevale Original Mix)